# Långnäsets naturreservat, Norrtälje kommun
Långnäsets naturreservat är ett naturreservat i Norrtälje kommun i Stockholms län.
Området är naturskyddat sedan 2024 och är 73 hektar stort. Reservatet ligger vid norra stranden av Bornan och består av fuktängar och naturbetesmarker samt granskog.